# 陈宏志
陈宏志（1964年5月—），男，汉族，天津人，中华人民共和国政治人物。现任北京市朝阳区人大常委会党组书记、主任。